# (2970) Pestalozzi
(2970) Pestalozzi es un asteroide perteneciente al cinturón de asteroides, descubierto el 27 de octubre de 1978 por Paul Wild desde el Observatorio de Berna-Zimmerwald, Berna, Suiza.

## Designación y nombre
Designado provisionalmente como 1978 UC. Fue nombrado Pestalozzi en honor al pedagogo suizo Johann Heinrich Pestalozzi.